# Le Coucher de la mariée ou Triste nuit de noces
El dilema del novio  fue un cortometraje de comedia mudo francés de 1899 de Georges Méliès. Fue distribuida por Star Film Company de Méliès y está numerada del 177 al 178 en sus catálogos, donde se anuncia como una scène comique.
Una fotografía de producción que se conserva muestra a Méliès como el novio anciano de la película. El historiador Georges Sadoul, a partir de la evidencia disponible, creía que la joven era Mademoiselle Barral, quien interpretó a Cenicienta en la película homónima de Méliès ese mismo año. La película es una farsa de dormitorio de estilo popular; Varios de los primeros cineastas hicieron farsas similares, en particular una de Eugène Pirou (Le Coucher de la Mariée, 1896) y al menos tres de Pathé (1901, 1904 y 1907).
Actualmente se presume perdida la película completa. Sin embargo, un libro animado publicado por Léon Beaulieu a finales de la década de 1890, que muestra a una mujer ayudando a otra a desvestirse para ir a la cama antes de que un caballero vestido de noche entre al dormitorio, fue redescubierto en la década de 2010 y ha sido identificado tentativamente como un fragmento de la película.